# Inayama Yoshihiro

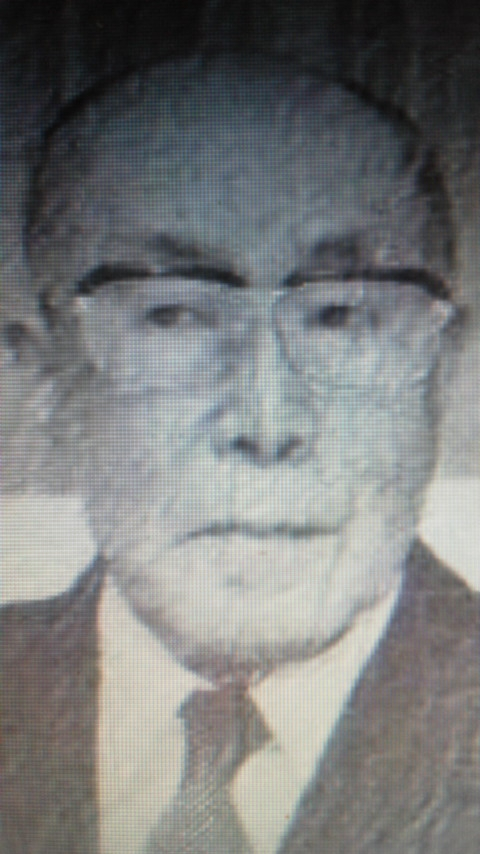
Inayama Yoshihiro

Inayama Yoshihiro  (japanisch 稲山 嘉寛; geboren 2. Januar 1904 in Tokio; gestorben 9. Oktober 1987) war ein japanischer Unternehmer. 

## Leben und Wirken
Inayama Yoshihiro machte 1927 seinen Abschluss an der Wirtschaftsfakultät der Universität Tokio und trat in das „Ministerium für Handel und Industrie“ (商工省, Shōkō-shō) ein. Dort arbeitete er bei den staatlich geführten „Yahata Steel Works“ (八幡製鉄所, Yahata seitetsu-jo). Das Stahlwerk wurde 1934 im Rahmen der Fusionierung der Stahlerzeugung zu „Nippon Steel“ (日本製鉄, Nihon seitetsu).
Nach dem Zweiten Weltkrieg wurde 1950 Nippon Steel aufgelöst, es entstand „Yahata Iron & Steel“ (八幡製鉄). 1961 wurde Inayama Vizepräsident und 1962 Präsident. Als das Unternehmen 1970 mit „Fuji Iron & Steel“ fusionierte und „New Nippon Steel“ (新日本製鉄, Shin Nihon seitetsu) gegründet wurde, wurde er dessen Präsident. 1946 wurde er Vorstandsvorsitzender. Er setzte sich für eine flexible Handhabung der Kartellgesetze ein.
1953 wurde Inayana Vorsitzender der „Japan Iron and Steel Export Federation“ (日本鉄鋼輸出組合, Nihon tekkō yushutsu kumiai), 1965 Vorsitzender der „Japan Iron and Steel Federation“ (日本鉄鋼連盟, Nihon tekkō remmei), 1968 Stellvertretender Vorsitzender der „Business Federation“ (経済団体連合会, Keizai dantai rengokai), 1980 Vorsitzender der abgekürzt immer noch „Keidanren“ genannte Vereinigung.